# Drosophila acanthomera
Drosophila acanthomera är en tvåvingeart som beskrevs av Léonidas Tsacas 2001. Drosophila acanthomera ingår i släktet Drosophila och familjen daggflugor. Inga underarter finns listade i Catalogue of Life.
Arten har hittats i Kamerun och Nigeria.